# Le Nouveau Nord maritime
 (novembre 2020).

Le Nouveau Nord Maritime était un hebdomadaire d'informations générales basé dans le Nord de la France, à Dunkerque, fondé en 1945 et passé ensuite au statut de quotidien en 1947, et qui fut racheté en 1960 par son rival La Voix du Nord. Son fondateur Louis Burnod s'est inspiré du nom du Nord maritime, quotidien fondé en 1885 dans la même ville, dont il était rédacteur en chef avant la Seconde Guerre mondiale.

## Historique

### Fondation
Le Nouveau Nord Maritime a été créé au début de 1945, la même année que La Voix du Nord, par le journaliste Louis Burnod (1881-1955), rédacteur en chef, avant guerre du quotidien Le Nord Maritime, fondé en avril 1882 par un imprimeur dunkerquois, Charles Désiré Joseph Chiroutre, avec une ligne monarchiste et qualifiée de « haineuse » par la police, qui avait atteint 2500 exemplaires dès 1885. Chiroutre a en particulier assigné la ville de Dunkerque en dommages et intérêts pour réparation des dégâts causés aux bureaux de son journal, en octobre 1902 au cours des émeutes dans la ville, quand les dockers du port ont refusé le déchargement du charbon étranger avant de mettre la ville de Dunkerque à sac, avec des barricades puis d'entrer dans les magasins pour les dévaster et les piller.
Venu de la région lyonnaise, Louis Burnod a de son côté débuté à l'âge de 18 ans au, tournant du siècle, dans l'équipe du Journal de l'Ain, puis dirigé l'hebdomadaire Carillon à Bourg-en-Bresse (Ain) pendant la guerre 1914-1918. Il a fait son entrée à Lille en 1918 avec une unité canadienne en tant qu'officier de liaison à l'état-major britannique et poursuivi sa carrière journalistique à L'Egide, quotidien militaire français à Salonique, durant la guerre. 
Secrétaire général de L'Écho du Nord en 1920 à Lille, il arrive à Dunkerque en 1922, appelé par les fils Chiroutre pour le lancement de leur titre Nord Éclair. Louis Burnod  est ensuite devenu en 1923 le nouveau directeur du Nord Maritime, rangé du côté de républicains de gauche, et qui atteint 15000 exemplaires en 1929, loin devant L'Eclaireur (3000 exemplaires) et Le Phare du Nord (1500 exemplaires), mais aussi les plus importants des hebdomadaires de l'arrondissement. Puis le Nord Maritime atteint 100000 exemplaires à la veille de la guerre, même si ce chiffre n'est pas confirmé. 
Louis Burnod reconstruit le Nouveau Nord Maritime en février 1945 sur les ruines et dans les locaux du Nord maritime, journal qu’il a quitté en 1940, refusant de rester à son poste sous les ordres de l’occupant nazi. Le directeur Louis Burnod est accompagné de quelques dunkerquois dont certains sont membres du MRP, et se lance dans la bataille des idées. Après l'échec de sa campagne, lors des municipales de 1945, en faveur de Paul-André Verley, futur 1er Vice-président de la Chambre de commerce (en 1956), il se pose en porte-parole de cette même Chambre de commerce et d'industrie. Le journal "épouse ainsi les thèses d'un pouvoir économique à la recherche d'assises politiques".
Peu après, le journal combat l'arrivée de Paul Reynaud, introduit officiellement dans la région par le baron Amaury de La Grange, son ex-secrétaire d'État au Commerce et à l'Industrie, aviateur populaire et animateur de l'Union des Républicains du Nord. Amaury de La Grange est en effet l'ex-président de l'Union agricole et un des élus de l'arrondissement d'Hazebrouck, dont une partie des cantons avaient été en septembre 1926 rattachés à l'arrondissement de Dunkerque. Le Nouveau Nord maritime craint donc que le centre de la vie politique de l'arrondissement ne deviennent définitivement Hazebrouck et présente Paul Reynaud comme le « Pierre l'ermite d'une croisade contre les nationalisations ».
Le Nouveau Nord maritime est d'abord hebdomadaire, puis bi-hebdomadaire.  Dès juin, il publie  des annonces de commerçants réinstallés à Dunkerque, alors rasée quasiment entièrement par la guerre. Puis il devient quotidien du soir à partir de 1947, ce qui en fait premier quotidien de l'histoire dunkerquoise. Appelé aussi Le Nouveau Nord, il est alors présenté comme un "petit journal efficace du septentrion", vivant  très aisément grâce à un tirage moyen de 35000 exemplaires, plus de deux fois celui de son prédécesseur des années 1930.  
Au décès subit de Louis Burnod le 6 décembre 1955 le Conseil d'administration nomme directeur l'un des siens, Robert TACCOEN, par ailleurs comptable dans l'entreprise, le préférant au successeur attendu, Claude Burnod, fils aîné de Louis, rédacteur au journal, ancien résistant du réseau Alliance et ancien déporté[réf. nécessaire].
En Octobre 1956 Claude Burnod quitte soudainement le journal dunkerquois pour rejoindre La Voix du Nord entraînant avec lui d'autres journalistes : son frère Marc, Serge Blanckaert et le photographe Jacques Benistant, ainsi que son épouse, employée administrative. Il succède à André Gailllard à la tête de l'agence locale de La Voix du Nord installée dans des locaux flambant neuf aux 26 et 28 de la place Jean-Bart, ceux de l'ancien café "Au Brave Jean Bart". 
Commence alors une concurrence impitoyable entre les deux organes, une bataille au terme de laquelle Le Nouveau Nord est contraint de se soumettre au rachat par son puissant concurrent et de cesser sa parution le 31 décembre 1959. 
Les journalistes du Nouveau Nord se dispersent dans les rédactions détachées des organes régionaux représentés à Dunkerque : Stéphane Bijan et Pierre Verove à La Voix du Nord, André Beck, Jean-Louis Dumelie et Clotilde Fauvarque à Nord-Matin et Georges Hennebelle à La Croix du Nord. Le photographe Pierre Briche quitte la presse pour ouvrir son studio rue du Président Wilson.
Dans les années qui suivent La Voix du Nord confirme sa suprématie sur le territoire dunkerquois et y demeure seul représentant de la presse régionale, rejoint au fil du temps par les derniers "rescapés" du Nouveau Nord Jean-Louis Dumelie, Clotilde Fauvarque puis André Beck.
En 1962 l'agence dunkerquoise de La Voix du Nord prend possession de l'immeuble construit à l'emplacement du Nord Maritime, l'un des bâtiments les plus prestigieux de la place Jean-Bart, au centre de Dunkerque, surmonté d'une enseigne lumineuse représentant le coq emblème du journal issu de la résistance, visible de nuit, à des kilomètres. Ce bâtiment n'étant pas adapté aux exigences techniques de l'informatique les services du quotidien s'installent, dans un premier temps aux anciennes Nouvelles Galeries, place de la République puis au Pôle Marine.  